# Isabelle Höpfner
Isabelle Höpfner (* 16. April 1978 in Lübeck) ist eine deutsche Schauspielerin und Synchronsprecherin.

## Leben
Nach einer zweijährigen privaten Jazz-Gesangsausbildung machte sie 1998 Abitur und absolvierte von 1999 bis 2003 die Schauspielausbildung an der Hochschule für Film und Fernsehen „Konrad Wolf“ in Potsdam-Babelsberg.
Sie wirkte unter anderem am Kindertheater Tremser Teich Lübeck und in Sonnenallee an den Uckermärkischen Bühnen Schwedt mit. 2005 spielte sie als Gast in Der Besuch der alten Dame am Hans Otto Theater Potsdam. Von 2006 bis 2009 war sie fest am Nationaltheater Mannheim engagiert. 2008 stand sie für den ARD-Kinderfilm Der Froschkönig (Regie: Franziska Buch) als Elisabeth vor der Kamera.
Bis 2005 sang Höpfner in der Band Blush, die im Pop/Brit-Pop anzusiedeln ist. Neben Stuart Kummer (Gitarre) war sie dabei auch für das Songwriting verantwortlich.

## Filmografie (Auswahl)
- 2003–2004: Hinter Gittern – Der Frauenknast, RTL, als Kathleen „Kalle“ Konnopke. (Mit kleineren Unterbrechungen von Folge 258 bis 312.)
- 2004: Lange Nacht, Kinofilm – R: Till Kleinert
- 2005: Schwarze Schafe, Kinofilm – R: Oliver Rihs
- 2008: Der Froschkönig, ARD, als Elisabeth – R: Franziska Buch (ARD-Märchenfilmreihe Sechs auf einen Streich)
- 2010: Die Braut im Schnee, ZDF – R: Lancelot von Naso
- 2012: Mantrailer, RTL, als Rechtsanwältin – R: Alexander Dierbach
- 2013: Art Girls, Kinofilm – R: Robert Bramkamp
- 2013: Alles was zählt, RTL, als Laura Kramer – R: diverse
- 2014: SOKO Leipzig, ZDF, als Lena Lutz – R: Robert Pejo
- 2015: Kommissar Marthaler – Ein allzu schönes Mädchen
- 2019: Eine Hochzeit platzt selten allein, ARD, als Lydia Stadler – R: Lancelot von Naso
- 2023: SOKO Leipzig, ZDF, Folge: Schunkeltod, als Denise Mey – R: Ann-Kristin Knubben
- 2023: Die Heiland – Wir sind Anwalt (Fernsehserie, Folge Kompromisslos)
- Kurzfilme: „Mitbringsel“, „Empfindliches Gleichgewicht“, „Der Tod und das Mädchen“, „Das Spiel“, „Der Häuptling und Freischwimmen“.

## Synchronisation (Auswahl)
- Kicki und der König
- Kino's Journey, Hauptrolle
- für Produktionen der Deutschen Synchron Filmgesellschaft
- für Produktionen der Bavaria Synchron
- 2025: Navy CIS für Jackie Tohn als "Celia Ross"

## Theater (Auswahl)
- Venedig im Schnee, Patricia, R: Ute Richter, Zimmertheater Heidelberg
- Invasion!, C Frau, R: Egill Heidar Pálsson, Nationaltheater Mannheim
- Nah und hoch hinaus, Alice, R: Christiane J. Schneider, Nationaltheater Mannheim
- Medea, Kreusa, R: Lisa Nielebock, Nationaltheater Mannheim
- Wer hat Angst vor Virginia Woolf?, Süße, R: András Fricsay Kali Son, Nationaltheater Mannheim
- Raststätte, Swinger, R: Jens Zimmermann, Nationaltheater Mannheim
- Müller fährt, Straßenbahnprojekt, R: Gesine Danckwart, Nationaltheater Mannheim
- Max und Moritz, Huhn, Witwe Bolte, Filmregisseurin, Schülerin, Maikäfer, Mädchen; R: Michael Simon, Nationaltheater Mannheim
- Making Of THE BAND, Isabelle (Bandmitglied), R: Simon Solberg, Nationaltheater Mannheim
- Emilia Galotti, Emilia, R: Lisa Nielebock, Nationaltheater Mannheim
- Kaltes Land, Jasmin, R: B. C. Kosminski, Nationaltheater Mannheim
- Sexy Sally, Sally/Lisa, R: Dirk Engler, Theater Halle 7, München
- Das Wäldchen, Signe, R: Dirk Engler, Impulse Theater Festival
- Besuch der alten Dame, Ills Tochter, R: Bernd Mottl, Hans Otto Theater Potsdam
- Nelly Good Bye, Nelly, R: Ludger Lemper, Landesbühne Parchim
- Sonnenallee, Miriam, R: Reinhard Simon, Uckermärkische Bühnen Schwedt